# Lực lượng sản xuất
Lực lượng sản xuất là toàn bộ những năng lực thực tiễn dùng trong sản xuất của xã hội ở các thời kỳ nhất định. Về mặt cấu trúc, lực lượng sản xuất xã hội bao gồm hệ thống những tư liệu sản xuất và sức lao động mà người ta dùng cho sản xuất, trong đó quan trọng nhất là sức lao động.
Tư liệu sản xuất bao gồm công cụ lao động và đối tượng lao động. Trong đó, trình độ phát triển của công cụ lao động là thước đo trình độ chinh phục tự nhiên của con người, là tiêu chuẩn phân biệt các thời đại kinh tế trong lịch sử.
Lực lượng để sản xuất ra của cải phải gồm có người lao động và tư liệu sản xuất. Do đó hai yếu tố này tạo thành lực lượng sản xuất.
Ngày nay khoa học trở thành lực lượng sản xuất trực tiếp. Có thể nói, khoa học và công nghệ hiện đại là đặc trưng cho lực lượng sản xuất hiện đại.
Lực lượng sản xuất phản ánh mối quan hệ và tác động của con người với tự nhiên. Nó phản ánh năng lực hoạt động thực tiễn của con người trong quá trình sản xuất ra của cải vật chất.